# شيخة نهرية
الشيخة النهرية أو حمض بهايم (باللاتينية: Senecio flavus) نوع نباتي يتبع جنس الشيخة من الفصيلة النجمية.

## الموئل والانتشار
موطن النبات الأصلي بلاد الشام وسيناء ومصر والمغرب العربي وإسبانيا.

## مرادفات للاسم العلمي
- (باللاتينية: Crassocephalum flavum Decne.)
- (باللاتينية: Senecio decaisnei DC., nom. illeg.)